# Greatest Hits (Monster Magnet)
Greatest Hits – przekrojowe wydawnictwo zespołu Monster Magnet. Album składa się z dwóch płyt. Pierwsza z nich zawiera kompilację piosenek pochodzących z poprzednich albumów. Druga płyta zawiera teledyski i rzadkie nagrania.

## Lista utworów

### CD 1
1. Tractor (Powertrip)
2. Medicine (Spine of God)
3. Dopes To Infinity (Dopes to Infinity)
4. Melt (God Says No)
5. Spacelord (Powertrip)
6. Powertrip (Powertrip)
7. Atomic Clock (Powertrip)
8. Heads Explode (God Says No)
9. Bummer (Powertrip)
10. Negasonic Teenage Warhead (Dopes to Infinity)
11. Dead Christmas (Dopes to Infinity)
12. Silver Future (God Says No)
13. Black Balloon (Superjudge)
14. Crop Circle (Powertrip)
15. Kiss Of The Scorpion (God Says No)
16. Spacelord (Intergalactic 7 Mix)

### CD 2
1. Unsolid
2. Big God
3. Into The Void
4. I Want More
5. Spacelord (Video)
6. Powertrip (Video)
7. See You In Hell (Video)
8. Heads Explode (Video)
9. Twin Earth (Video)
10. Face Down (Video)
11. Negasonic Teenage Warhead (Video)
12. Spacelord (Intergalactic 7 Mix – Video)